# 1932年ロサンゼルスオリンピックの馬術競技・障害飛越個人
1932年ロサンゼルスオリンピックの馬術競技・障害飛越個人（1932ねんロサンゼルスオリンピックのばじゅつきょうぎ しょうがいひえつこじん）は、1932年ロサンゼルスオリンピックで行われた個人の障害飛越競技である。8月14日に行われた。この種目は当時"Prix des Nations"と呼ばれている。4の国から14人が出場した。
個人と団体で同じスコアが使用された。個人種目ではメダルが授与されたが、3人が完走した国がなかったため、団体のメダルは授与されなかった。全長1,060mのコースには障害物18個、飛越回数20回であり、そこには、非常に難しい壁である高さ1.60mのフェンス2つや、幅5mの水路も設けられていた。この種目には10万人の観客が来た。

## 背景
この種目は1900年の夏季オリンピックで初めて開催され、以後馬術競技が行われた全ての夏季オリンピック（つまり、1896年、1904年、1908年を除く）で開催され、6回目の開催である。1900年で開催された馬術の種目のうち、唯一行われた種目である。
1928年の同種目にも出場した選手のうち、18位であったアメリカのHarry Chamberlinと25位であったスウェーデンのErnst Hallbergが出場した。
メキシコが本種目には初出場した。スウェーデンは5回目の出場となり、ベルギー、フランスと並ぶ最多出場となった。スウェーデンは1900年の第1回のみ欠場し、ベルギーとフランスはこの1932年の種目で初めて障害飛越を欠場した。

## 競技フォーマット
コースは、アメリカの元選手John Burke BarryとSloan Doakにより設計され、長さは1060m、障害物は18個（飛越回数20回）であった。障害物の最大高さは以前の1.4mから1.6mに上げられ、飛越の長さは4mから5mに延びた。この結果、11人中6人が脱落するという難しいコースとなった。

## スケジュール
| 日付          | 時間  | ラウンド |
| ------------- | ----- | -------- |
| 1932年8月14日 | 14:30 | 決勝     |

## 結果
| 順位 | 選手                    | 馬           | 国             | 減点 | 減点   | 減点 |
| 順位 | 選手                    | 馬           | 国             | 障害 | タイム | 合計 |
| ---- | ----------------------- | ------------ | -------------- | ---- | ------ | ---- |
| 1    | 西竹一                  | ウラヌス     | 日本           | 7    | 1      | 8    |
| 2    | Harry Chamberlin        | Show Girl    | アメリカ合衆国 | 12   | 0      | 12   |
| 3    | Clarence von Rosen, Jr. | Empire       | スウェーデン   | 16   | 0      | 16   |
| 4    | William Bradford        | Joe Aleshire | アメリカ合衆国 | 24   | 0      | 24   |
| 5    | Ernst Hallberg          | Kornett      | スウェーデン   | 37   | 13.5   | 50.5 |
| —    | Andrés Bocanegra        | El As        | メキシコ       | DNF  | DNF    | DNF  |
| —    | Arne Francke            | Urfe         | スウェーデン   | DNF  | DNF    | DNF  |
| —    | 今村安                  | ソンネボーイ | 日本           | DNF  | DNF    | DNF  |
| —    | Carlos Mejia            | Kanguro      | メキシコ       | DNF  | DNF    | DNF  |
| —    | Procopio Ortíz          | Pinello      | メキシコ       | DNF  | DNF    | DNF  |
| —    | John William Wofford    | Babe Wartham | アメリカ合衆国 | DNF  | DNF    | DNF  |